# 大分B-リングス
大分B-リングス（おおいたビーリングス、英: Oita B-rings）は、大分県を拠点とする日本のプロ野球球団。2021年開幕の独立リーグ・九州アジアリーグ（ヤマエグループ 九州アジアリーグ）に所属する。2020年に設立され、開幕とともにリーグ戦に参加している。

## 概要
大分県に所在する初のプロ野球チームである。
球団の母体となったのは、大分市でスポーツを通じた地域活性化を目的として活動する特定非営利活動法人(NPO)の「七瀬の里Nクラブ」である。法人の理事長は中学校野球部の監督や少年野球クラブチーム運営の実績があり、NPBを目指す若い世代のために球団の設立を発案した。2020年9月の球団設立時点で、県内の約30の企業および個人が出資している。
球団名の「B」は「豊後」「ベースボール」を、また「リングス」は大分県の県鳥であるメジロの「目の輪」と「仲間の輪」および「約束」を表すと球団ウェブサイトでは説明されている。

### 開催球場
2021年2月に発表された試合日程では、主催40試合のうち、大分市の大洲総合運動公園硬式野球場（別大興産スタジアム）で最多の17試合を実施するほか、佐伯総合運動公園野球場（佐伯中央病院スタジアム）で7試合、竹田市総合運動公園市民球場と臼杵市民球場で各5試合を実施する予定だった（未定6試合）。チームウェブサイトでは別大興産スタジアムを「本拠地」、佐伯・臼杵・竹田の各球場を「準本拠地」と明記しているほか、2月の日程には記載のない別府市民球場も準本拠地に含めていた。3月18日発表された3・4月の試合日程では、2月の発表段階で「未定」となっていた琉球ブルーオーシャンズとの交流戦のうち4月の3試合を、宮崎県の宮崎市清武総合運動公園野球場（SOKKENスタジアム）で開催することが新たに明らかにされ、予定通り実施された。
最終的に、開催30試合（公式戦17試合・交流戦13試合）のうち、別大が14試合で最多、以下佐伯（7試合）、竹田市民（4試合）、清武（3試合）、臼杵（2試合）の順であった。
2022年3月11日に発表された2022年シーズンの公式戦日程では、前年公式戦の開催がなかった中津市の大貞総合運動公園野球場（ダイハツ九州スタジアム）で新たに8試合を実施し、他球場の試合数は本拠地の別大興産が10、佐伯12、臼杵市民4、竹田市民2となり、そのほかにソフトバンク3軍との交流戦は別大で3試合となっている。最終的には大貞公園での試合数が4試合に減少、臼杵から別大に1試合が振替となった以外は、当初予定の試合数となった。
2023年1月26日に発表された同年度の日程（主催39試合、うち公式戦33試合、ソフトバンク3軍・4軍との交流戦6試合）の開催球場は、別大興産の19試合が最多で、以下佐伯6、臼杵市民5、大貞公園3、竹田市民2のほか、初開催となる別府市民球場2試合が含まれていた（球場未定2）。2023年1月時点ではリーグウェブサイトの「球団概要」での「準本拠地」には大貞公園（ダイハツ九州）も追加されている。その後、2月16日発表の日程修正版では未定の2試合が大貞公園に決定し、同球場での開催は5試合となった。2023年度は最終的に、雨天の振替により臼杵市民が予定より3試合増の8試合、佐伯が1試合減の5試合、大貞公園が2試合減の3試合となった（他球場は予定数と同じ）。
2024年2月9日に発表された同年度の日程（ソフトバンク3・4軍との交流戦は未反映で、主催35試合）の開催球場は、引き続き別大興産の9試合が最多だった（未定5試合あり）。新たに、玖珠町総合運動公園野球場（花林かいぞくスタジアム）と津久見市民球場で公式戦が開催される一方、別府市民球場では主催公式戦が予定されていない（北九州主催のビジター扱いが1試合あり）。2月15日に発表されたソフトバンク3・4軍との交流戦6試合は別大興産・玖珠町総合運動公園・臼杵市民が各2試合ずつとなり、別大興産では11試合を実施する形となった。実際には佐伯の1試合を別大興産に振り替えたため、別大興産では12試合が開催された。
2025年は開幕前の3月3日に発表された日程では主催35試合中、別大興産が13試合で最多、以下臼杵市民6試合、大貞公園（ダイハツ九州）4試合、佐伯・竹田市民・津久見市民が各3試合、玖珠町1試合のほか、台湾社会人チームとの交流戦1試合を北九州下関フェニックスのホーム球場である下関球場で実施する形で、この時点では対宮崎サンシャインズ戦1試合が日程も含め未定だった。未定だった1試合は開幕後の4月8日に、臼杵市民で開催されることが発表された。

## 歴史
球団構想を抱いていたNPO法人理事長が、熊本ゴールデンラークスを母体とした独立リーグ設立構想を知り、球団設立に踏み切った。リーグの立ち上げに関わった火の国サラマンダーズ球団社長の神田康範によると、理事長は当初資金のことがほとんど念頭になかったため「夢を語る前に、お金を集めてください。潰れるようなチームは絶対リーグに入れません。」と説得を続けて意識が変わったという。

### 2020年
- 9月27日 - 大分市内で設立総会を開き、球団名を「大分B-リングス」に決定する[23][24]。
- 11月7日 - 熊本県人吉市で、熊本県の球団「火の国サラマンダーズ」と合同のトライアウトを実施[25]。
- 11月10日 - トライアウト合格者（10人）がリーグから発表される[26]。
- 12月1日 - 元NPB投手の廣田浩章が監督に就任することを発表[27]。
- 12月22日 - 7人の選手が参加した入団記者会見を開催[28][29][30][31]。会見に参加した選手には、四国アイランドリーグplusの高知ファイティングドッグス時代の2017年に最多勝のタイトルを獲得した岡部峻太（大分県立中津東高等学校出身）も含まれている[29][32][31]。この会見では25人の選手（うち1人は練習生）が在籍していると発表されたが、他に交渉中の選手がいるとも報じられていた（この時点では11月10日のトライアウト合格者以外にリーグやチームから選手の具体名の発表はなかった）[28][30][31]。

### 2021年
- 1月13日 - 記者会見を開き、元オリックス・バファローズの白崎浩之が兼任コーチとして入団することを発表[33]。
- 3月27日 - リーグの開幕戦となる対火の国戦を佐伯中央病院スタジアムで開催（2対3で敗戦）[34]。始球式は球場のある佐伯市出身の元プロ野球選手である川崎憲次郎が、地元の少年野球チーム選手とともにおこなった[35]。
- 4月13日 - 交流戦となる対琉球ブルーオーシャンズ戦でチームの初勝利を挙げる[36]。
- 5月4日 - 対火の国戦に勝ち、順位決定の対象となる直接対決で初勝利[37]。
- 8月18日 - 対戦していた琉球のチーム関係者に新型コロナウィルスPCR陽性判定の可能性が出たことから、全チームの関係者にPCR検査を実施することとなり、その結果が判明するまで大分を含めたリーグの活動を休止すると発表[38]。
- 8月26日 - 抗原検査で陽性者がいなかったため、27日から活動を再開すると発表[39]。
- 9月26日 - 初年度の公式戦を終了（9勝23敗の2位）[40]。
- 10月21日 - 2022年シーズンの新体制を発表し、監督だった廣田はGM兼投手コーチとなり、従来選手兼任コーチだった小野真悟が専任監督に就任するほか、新たに新井勝也が選手兼任コーチとなる[41]。
- 11月29日 - 来シーズン選手兼任コーチとなる予定だった新井勝也が、アメリカ野球への挑戦を理由として退団することを発表[42][注釈 3]。

### 2022年
- 4月11日 - 選手1名が新型コロナウイルス感染症の陽性判定を受け[44]、さらに翌日までに2名が陽性判定となった[45][46]。これを受けて、4月15日から17日までの間に予定されていた主催3試合（対福岡北九州フェニックス）につき、4月13日に延期が発表された[47]。
- 4月18日 - 新型コロナウイルス感染症感染者発生のため回復の見込みが立たないとして、新たに4月22日から24日までに予定されていた主催3試合（対北九州）の延期が発表される[48]。
- 4月20日 - 新型コロナウイルス感染症陰性者及び回復者に対して活動自粛を解除[49]。
- 5月21日 - この日までに複数の選手から新型コロナウイルス感染症の陽性反応が検出されたため[50][51]、5月25日の対火の国戦を延期すると発表[52]。
- 9月25日 - 2022年の公式戦を終了[53]。前年に続いて最下位（3位）に終わる。
- 10月21日 - 監督の小野とコーチの廣田・白崎の退任を発表（白崎については選手としては引退）[54]。
- 11月2日 - 2023年シーズンの監督として宇佐市出身の山下和彦（元・横浜DeNAベイスターズコーチ）、ゼネラルマネージャーに大分市出身の岡崎郁（元・読売ジャイアンツコーチ）の就任を、それぞれ発表した[55]。岡崎の招聘には、高校の先輩だった球団代表からの勧誘があったと後に報じられた[56]。
- 12月3日 - 大分市出身の元・東京ヤクルトスワローズの内川聖一の入団を発表[57]。

### 2023年
- 9月21日 - 内川聖一が今シーズン限りでの現役引退を発表[58]。同月23日と24日のホームゲームが最終出場になるとあわせて表明した[58]。大分球団は24日の試合後にコメントを出すとした[59]。
- 9月24日 - 今シーズンの公式戦を終了。シーズン最終戦の対火の国戦（臼杵市民球場）は内川の引退試合となり、球団史上最多の1132人の観客が入場した[60]。内川の引退について、球団公式X（旧Twitter）アカウントは同日、「（内川が在籍した今年を）夢のような1年」とコメントした[61]。最終順位は3位。
- 10月12日 - 選手兼任コーチの土屋剛の退任（選手としては自由契約）を発表[62]。
- 10月26日 - NPBドラフト会議の育成ドラフトで、川上理偉が中日ドラゴンズから4巡目で指名を受け、チーム初の指名者となった[63]。

### 2024年
- 9月21日 - 当シーズンの公式戦を終了、火の国と同勝率ながら直接対決が優位だったため、2位となった[64]。
- 12月16日 - 選手2名が兼任コーチに就任することを発表[65]。

## 成績
| 年度 | 監督     | 順位 | 試合 | 勝利 | 敗戦 | 引分 | 勝率 | ゲーム差 |
| ---- | -------- | ---- | ---- | ---- | ---- | ---- | ---- | -------- |
| 2021 | 廣田浩章 | 2    | 32   | 9    | 23   | 0    | .281 | 14.0     |
| 2022 | 小野真悟 | 3    | 74   | 28   | 44   | 2    | .389 | 15.5     |
| 2023 | 山下和彦 | 3    | 78   | 34   | 42   | 2    | .447 | 19.5     |
| 2024 | 山下和彦 | 2    | 76   | 45   | 29   | 2    | .608 | 10.5     |

- 特記事項
  - 2022年は対北九州戦4試合の振替を実施せず、未消化となった[66]。
  - 2024年は火の国と同勝率、直接対決の成績が優位なため、2位となる。

## スタッフ・選手
選手並びに指導者については
- ゼネラルマネージャー - 岡崎郁

## マスコットキャラクター
ハチをイメージしたリンビーぶんパチ。デザインは大分県立鶴崎工業高等学校デザイン科の生徒に委嘱して募集した50点から決められた。「働き蜂のように一生懸命練習する選手」がモチーフで、「父はカナダ人元メジャーリーガー、母は大分市野津原出身」という設定がある。チームの帽子をかぶったユニホーム姿だが、「練習生」という扱いで背番号はない。
2021年6月に着ぐるみが披露された。

## 運営
発足当時、1試合平均の入場者目標を800人としたが、初年度が342人、2年目が248人にとどまっている。

## 応援スタイル
私設応援団として「蜂翔優羽会」が結成されている。